# Sylvie Fortier
Sylvie Fortier (1958) es una deportista canadiense que compitió en natación sincronizada. Ganó dos medallas de plata en el Campeonato Mundial de Natación de 1975, en las pruebas solo y equipo.

## Palmarés internacional
| Campeonato Mundial | Campeonato Mundial | Campeonato Mundial | Campeonato Mundial |
| Año                | Lugar              | Medalla            | Prueba             |
| ------------------ | ------------------ | ------------------ | ------------------ |
| 1975               | Cali (Colombia)    | Medalla de plata   | Solo               |
| 1975               | Cali (Colombia)    | Medalla de plata   | Equipo             |